# Karl Erik Svensson
För andra betydelser, se Karl-Erik Svensson (olika betydelser).
Karl Erik Svensson, folkbokförd Karl-Erik Svensson, född 4 september 1940 i Njutångers församling i Gävleborgs län, är en svensk dragspelare som sedan 2005 ackompanjerar sångaren och musikern Torkel Selin. 
Karl Erik Svensson började spela dragspel redan som åttaåring och är kanske mest känd för att han var Gösta "Snoddas" Nordgrens dragspelare. 
På 1970-talet ackompanjerade Karl Erik Svensson både Arne "Rosen" Qvick och Gösta ”Snoddas” Nordgren, som då turnerade och spelade in skivor tillsammans. När Arne "Rosen" Qvick slutade turnera, fortsatte Karl Erik Svensson samarbetet med Gösta "Snoddas" Nordgren. Detta samarbete fortsatte till den 18 februari 1981 då Gösta "Snoddas" Nordgren hastigt avled.
Sedan 2005 samarbetar Karl Erik Svensson med sångaren Torkel Selin.

## Diskografi i urval
- 1974 – Vår Hembygds kyrka, Gösta "Snoddas" Nordgren & Arne "Rosen" Qvick
- 1975 – En flottare med färg, Gösta "Snoddas" Nordgren
- 1976 – Ödemarksro, Qvick, Arne "Rosen"
- 1978 – Tomten sjunger
- 1978 – Man ska leva som man lär (WISA) (Gösta "Snoddas" Nordgren med Karl Erik Svenssons orkester)
- 1979 – En dörr på glänt, Karl Erik Svensson
- 1979 – Låtar för dej, Qvick, Arne rosen
- 1981 – Det gamla julkortet, Snoddas
- 1981 – Hadderian, Haddera... (WISA) (Gösta "Snoddas" Nordgren med Karl Erik Svenssons orkester)[2]
- 1999 – Två glada laxar, Gösta "Snoddas" Nordgren & Arne "Rosen" Qvick, Svensson en av upphovsmännen
- 2005 – Det finns ett hjärta, Torkel Selin & Karl-Erik Svensson[3]
- 2006 – Våra vackraste julsånger, Torkel Selin & Heléne Nylund[4]
- 2013 – Du är ljus och jag är din, Torkel Selin och Karl-Erik Svensson [5]

## Film
- 1991 – Jag var ung en gång för länge sen: Filmen om Snoddas [6]
- 2006 – Torkel Selin och Karl-Erik Svensson med vänner från Österbotten[7]